# اورشنه (استان لووچ)
اورشنه (به بلغاری: Oreshene) یک منطقهٔ مسکونی در بلغارستان است که در شهرستان یابلانیتسا واقع شده‌است.